# Iluzjonista (film 2010)
Iluzjonista (fr. L'illusionniste, 2010) – francusko-brytyjski film animowany w reżyserii Sylvaina Chometa. Film oparto na niezekranizowanym scenariuszu francuskiego mima, reżysera i aktora Jacques'a Tatiego z 1956 roku. Scenariusz Tati napisał ze swoim partnerem Henri Marquetem, z którym zrealizował filmy Mój wujaszek i Playtime.
Premiera filmu miała miejsce 16 lutego 2010 podczas 60. Międzynarodowego Festiwalu Filmowego w Berlinie.
Film w adaptacji Sylvaina Chometa został nagrodzony Europejską Nagrodą Filmową oraz nominowany był do Złotego Globu dla najlepszego filmu animowanego. 25 stycznia 2011 obraz został nominowany do Oscara w kategorii najlepszy długometrażowy film animowany.

## Opis fabuły
Iluzjonista Tatischeff (prawdziwe nazwisko Tatiego), jest starzejącym się magikiem, którego widowisko nikogo w Paryżu już nie zachwyca, przez co jest zmuszony objeżdżać coraz to mniejsze miejscowości, aby zarobić na życie. Podczas występu, gdzieś w prowincjonalnej Szkocji artysta spotyka młodą dziewczynę − Alice. Dziewczyna zachwyca się sztuczkami magika, wierząc w magię całkowicie. Dzięki Alice, iluzjonista odnajduje w sobie sens wykonywanego zawodu.

## Obsada
- Jean-Claude Donda jako Iluzjonista / Dyrektor francuskiego kina (głos)
- Eilidh Rankin jako Alice (głos)
- Duncan MacNeil jako Różne głosy (głos)
- Raymond Mearns jako Różne głosy (głos)
- James T. Muir jako Różne głosy (głos)
- Tom Urie jako Różne głosy (głos)
- Paul Bandey jako Różne głosy (głos)

## Nagrody i nominacje
83. ceremonia wręczenia Oscarów
- nominacja: najlepszy pełnometrażowy film animowany − Sylvain Chomet

68. ceremonia wręczenia Złotych Globów
- nominacja: najlepszy film animowany − Sylvain Chomet

36. ceremonia wręczenia Cezarów
- nagroda: najlepszy film animowany – Sylvain Chomet

23. ceremonia wręczenia Europejskich Nagród Filmowych
- nagroda: najlepszy film animowany − Sylvain Chomet

15. ceremonia wręczenia Satelitów
- nominacja: najlepszy film animowany lub produkcja wykorzystująca live action − Sylvain Chomet